# Burgk (Freital)
Burgk ist ein Stadtteil der sächsischen Großen Kreisstadt Freital im Landkreis Sächsische Schweiz-Osterzgebirge. Der rechts der Weißeritz am Nordhang des Windbergs gelegene Ort war im 19. Jahrhundert als Sitz der Herren Dathe von Burgk und ihrer Freiherrlich von Burgker Steinkohlen- und Eisenhüttenwerke ein Zentrum des Steinkohlenbergbaus und der industriellen Entwicklung im Döhlener Becken.
Die Gemeinde Burgk entstand 1912 aus dem Zusammenschluss von Großburgk mit der Bergbausiedlung Kleinburgk und gehört seit 1924 als Stadtteil zu Freital. In Burgk befinden sich mit dem Schloss Burgk und dem König-Albert-Denkmal zwei Wahrzeichen und touristische Anziehungspunkte der Stadt.

## Geographie

### Geographische Lage

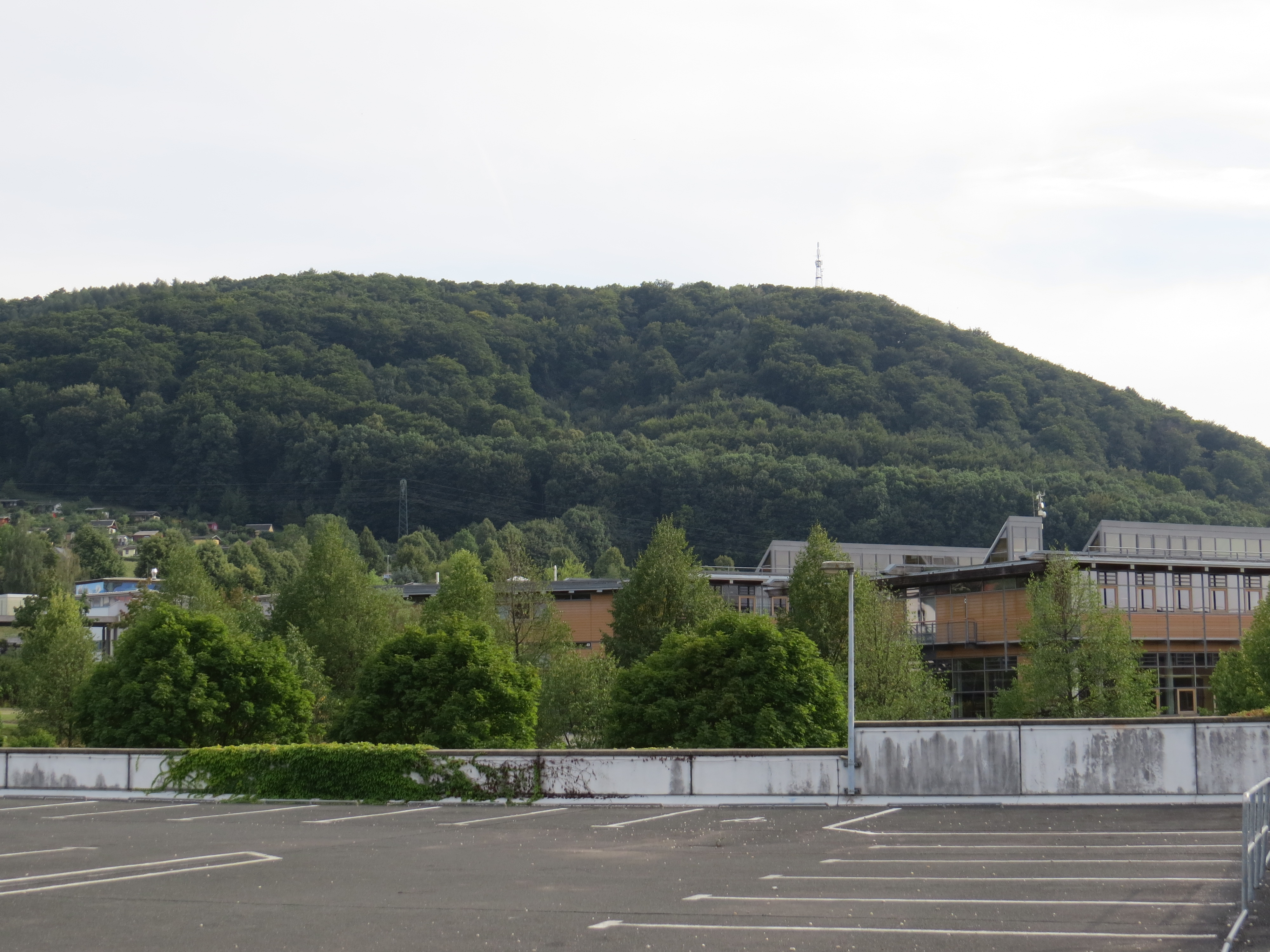
Blick von Burgk auf den Windberg

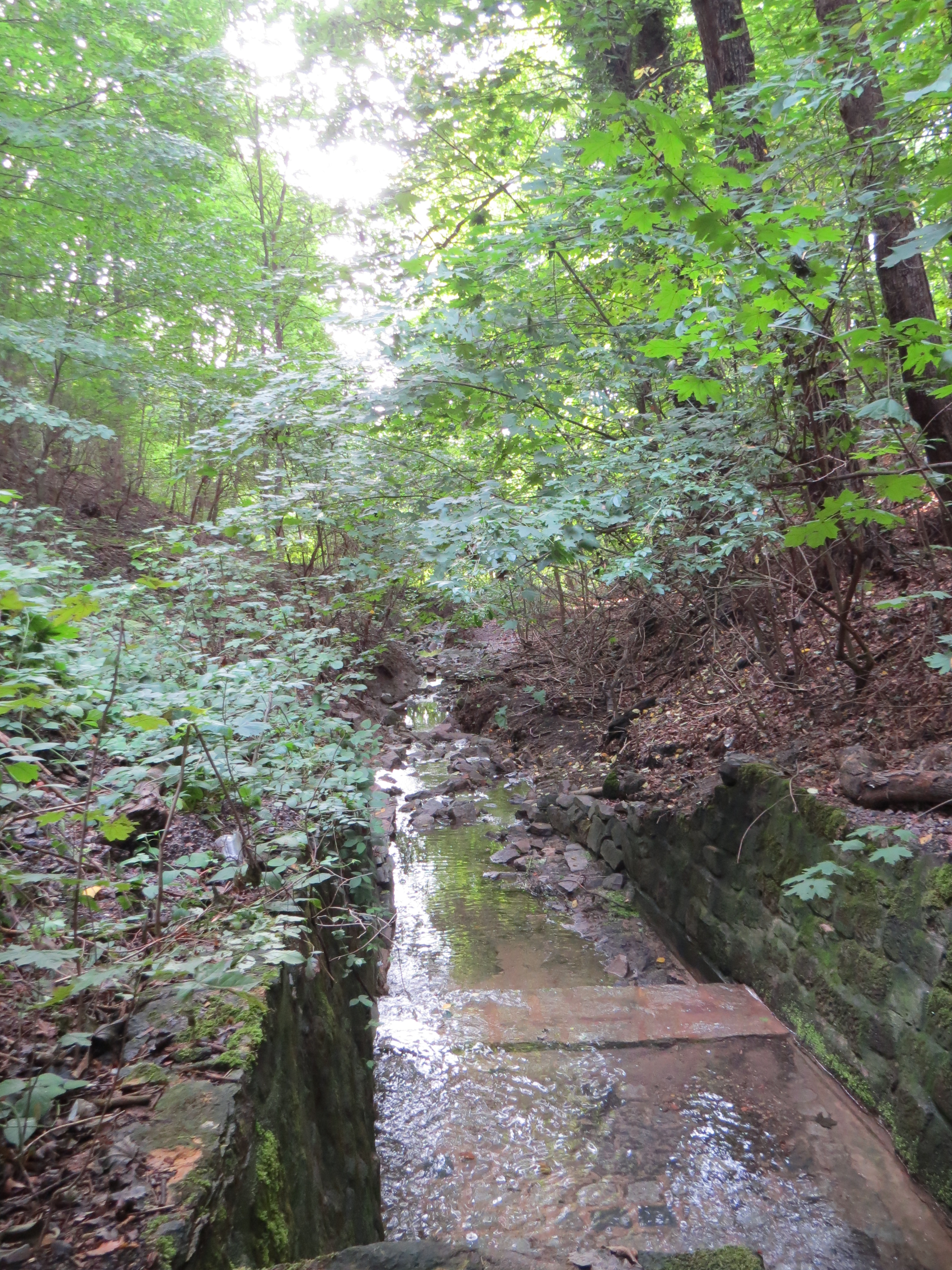
Der Burgker Bach

Der Stadtteil erstreckt sich in einem östlichen Seitental des Döhlener Beckens zwischen dem südlicher gelegenen Windberg und den nördlicheren Osterbusch und Zschiedgeberg, ausgehend vom Fluss Weißeritz von ca. 170 m ü. NHN empor bis an die Kohlenstraße (ca. 300 m ü. NHN). Diese morphologische Hohlform wird durch den nur mehrere hundert Meter langen Burgker Bach in die Weißeritz entwässert. Die durchschnittliche Höhenlage des Ortes ist bei etwa 270 m ü. NHN.
Der 353 Meter hohe Windberg, die weithin sichtbare Landmarke und der Hausberg der Stadt Freital, liegt auf den südlichen Burgker Fluren und ist dicht bewaldet. Der Windberg ist zu großen Teilen als Natur- und Landschaftsschutzgebiet ausgewiesen. An den Berghängen gibt es mehrere Kleingartenanlagen, die übrigen Burgker Fluren sind Siedlungs- und Verkehrsflächen sowie wenige Hektar Weide- und Ackerland sowie Wiesen.

### Ortsgliederung und Nachbarorte
Burgk hat eine Fläche von rund 2,4 Quadratkilometern und befindet sich in der östlichen Mitte des Stadtgebietes von Freital. Die größte Ost-West-Ausdehnung beträgt rund 3,2 Kilometer, die größte Nord-Süd-Ausdehnung etwa 1,8 Kilometer. Der Stadtteil selbst setzt sich aus drei Gemarkungen zusammen, die in ihrer Ausdehnung den Gemeindeverhältnissen vor 1912 entsprechen. Die Gemarkung Großburgk bildet das Zentrum des Stadtteils und hat auch den größten Anteil an dessen Fläche. Im Süden und Osten des Stadtteils liegt die Gemarkung Kleinburgk. Sie ist dreigeteilt: Ein südlicher Teil erstreckt sich etwa über die Hälfte des Burgker Teils des Windbergs. Ein zweiter, fast viereckiger Teil liegt nordöstlich davon zwischen Burgker Straße und Kohlenstraße. Der dritte Teil befindet sich im äußersten östlichen Zipfel des Stadtteils jenseits des Kaitzbaches, der den Stadtteil auf einer Länge von rund 200 Metern durchquert. Die dritte Gemarkung namens Zschiedge ist nur drei Hektar groß und liegt im Norden des Stadtteils.
Den westlichen Grenzverlauf Burgks zum Freitaler Stadtteil Döhlen markiert auf rund einem Kilometer Länge die Weißeritz. Im Norden folgt die Stadtteilgrenze in etwa dem Burgker Bach von der Weißeritz bis Zschiedge. Dort grenzt Potschappel an Burgk an. Im weiteren Verlauf hat der Ort gemeinsame Grenzen mit Birkigt (zu Freital) und Gittersee (zu Dresden). Ganz im Osten grenzt der Bannewitzer Ortsteil Cunnersdorf an Burgk an. Südöstlich liegt Kleinnaundorf. Die Grenze zwischen beiden Stadtteilen folgt auf ca. einem Kilometer der Kohlenstraße und verläuft anschließend am Südhang des Windbergs entlang zurück zur Weißeritz. Auf diesem Abschnitt ist Niederhäslich Nachbarort Burgks.

## Geschichte

### Ursprung und Entwicklung der Dörfer

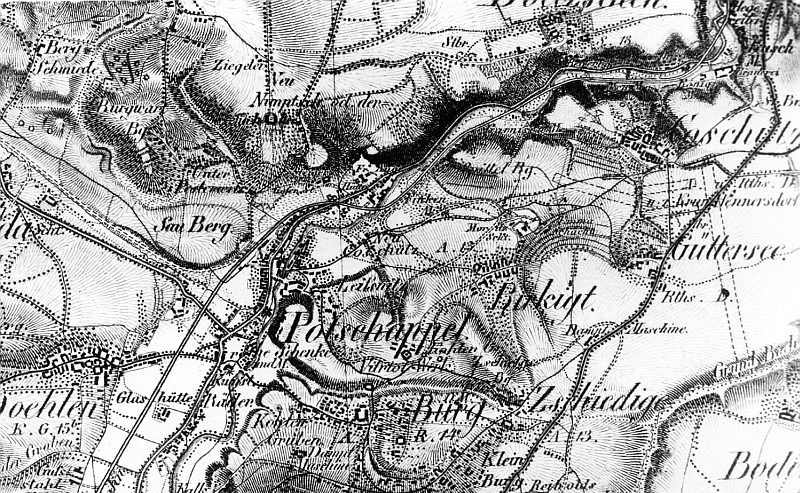
Burgk, Kleinburgk und Zschiedge im Topographischen Atlas des Königreichs Sachsen von Hermann Oberreit, um 1820

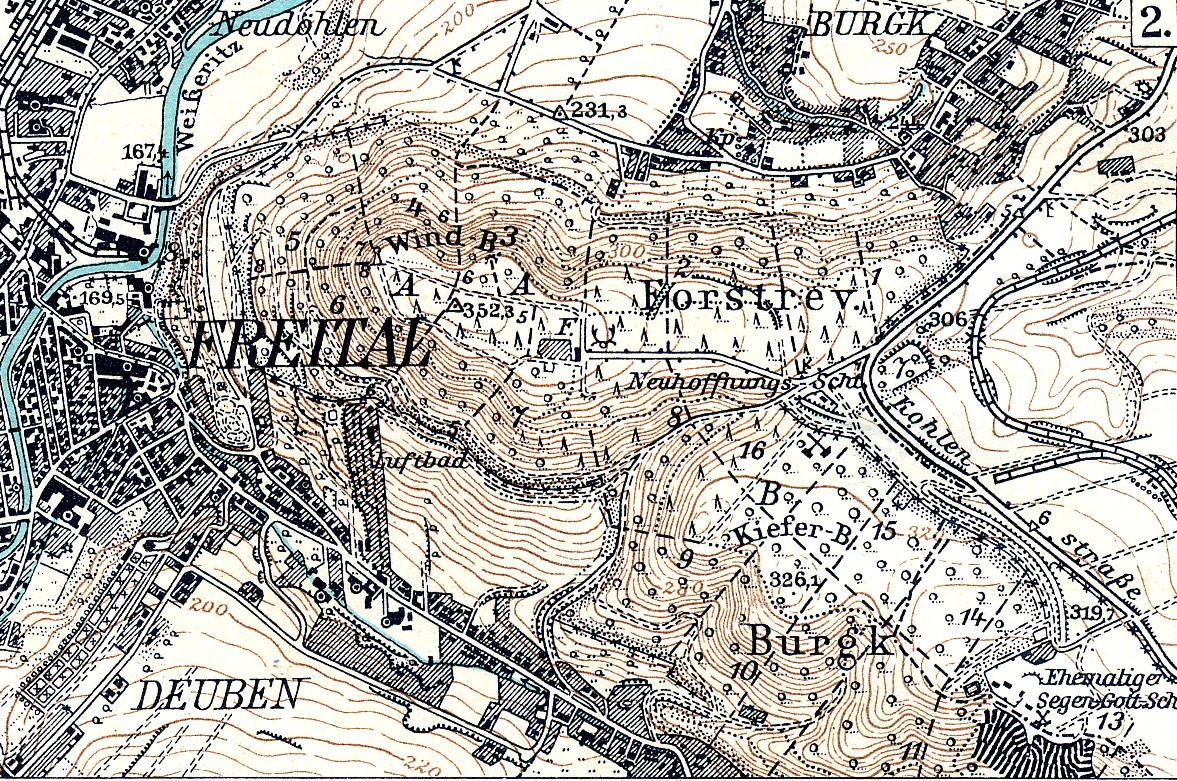
Der Windberg und Umgebung, Karte um 1930

Großburgk oder auch Altburgk wurde im Jahr 1186 als „Borch“ erstmals erwähnt. Zentrum des Ortes war das Rittergut Burgk, das heute als Schloss Burgk bekannt ist und 1350 erstmals als solches erwähnt wurde. Für 1445 ist ein Vorwerk in Großburgk nachgewiesen. Zu Beginn des 16. Jahrhunderts erwarb das Adelsgeschlecht von Zeutsch das Gut und führte es bis ins 18. Jahrhundert, bevor es an den Dresdner Senator Theodor Seyler und 1768 an die Familie Dathe fiel. Um das Schloss befindet sich ein teils enges, verwinkeltes Straßen- und Wegenetz mit kleineren Wohnhäusern, Bauzeugnissen aus dem 18. und 19. Jahrhundert. Großburgk wurde mit dem Bau und der Verlegung der Burgker Straße ab dem 20. Jahrhundert deutlich in Richtung Windberg erweitert.
Die Siedlung Kleinburgk entstand erst mit Aufkommen des Steinkohlenbergbaus als Bergarbeitersiedlung. Sie wurde 1668 als „Kleinburgk“ oder auch „Beßerung“ bezeichnet. Der zweite Name rührt daher, dass die Ansiedler den Boden nicht als Eigentum, sondern nur zur Bewirtschaftung „in Bau und Besserung“ erhielten. Jedoch setzte sich Kleinburgk als Name durch, und so bekam das bis dahin nur „Burck“ (1486) genannte Großburgk seinen Namenszusatz. Der Ort befindet sich im Gegensatz zu Großburgk auf höherem Geländeniveau und wird durch den Gemeindeweg, den Hartmannsberg und die obere Burgker Straße erschlossen. Am Knappenweg befand sich bis in die 1990er-Jahre auch die Schule Burgk.
Zschiedge taucht Mitte des 16. Jahrhunderts erstmals auf und wurde später „die Siediche“ (1604) und „Schiedingk“ (1668) genannt. In Zschiedge sind neben modernerer Bebauung aus der Heimstättenbewegung der 1920er- und 1960er-Jahre noch alte Bebauungen auszumachen. Am nahen Kesselgrund beginnt steil der Verbindungsweg in den Stadtteil Birkigt. Die extreme Steilheit endet mit dem Durchgang unter der Trasse der Windbergbahn. Das einstige Sandsteinviadukt wurde noch vor der Wende durch ein Brückenbauwerk aus Beton ausgetauscht.
| Jahr | Großburgk | Kleinburgk | Zschiedge | Gesamt |
| ---- | --------- | ---------- | --------- | ------ |
| 1834 | 841       | 166        | 157       | 1516   |
| 1871 | 1351      | 285        | 390       | 2026   |
| 1890 | 1542      | 393        | 385       | 2320   |
| 1910 | 2000      | 463        | 429       | 2892   |

Alle drei Orte waren in Verwaltungsfragen dem kursächsischen Amt Dresden bzw. ab 1875 der Amtshauptmannschaft Dresden unterstellt und nach Döhlen eingepfarrt. Im Gegensatz zu Großburgk besaßen in Kleinburgk und Zschiedge die Potschappler Gutsherren die Grundherrschaft. Erst mit der Einführung der Sächsischen Landgemeindeordnung von 1838 erhielten die drei Orte als Landgemeinden kommunales Selbstverwaltungsrecht.
Im Jahr 1764 lebten in Großburgk zwei „besessene Mann“ und 38 Gärtner, in Kleinburgk acht Gärtner und elf Häusler sowie weitere 15 Häusler in Zschiedge.
Der florierende Steinkohlenbergbau führte ab dem 19. Jahrhundert zu Zuzügen von Bergleuten in die Dörfer des Döhlener Beckens. Alle drei Orte konnten ihre Einwohnerzahl innerhalb von 70 Jahren mehr als verdoppeln. Im Jahr 1910 hatte Großburgk 2000 Einwohner, in Kleinburgk lebten 463 Menschen und auf Zschiedge entfielen 429 Einwohner. Insgesamt wohnten in diesem Jahr im späteren Burgk 2892 Menschen, nachdem es 1834 noch 1516 gewesen waren.
Im Jahr 1912 schlossen sich die Gemeinden Großburgk und Kleinburgk zur neuen Gemeinde Burgk zusammen. Zschiedge kam als Ortsteil 1915 dazu. Nachdem Freital am 1. Oktober 1921 aus dem Zusammenschluss von Deuben, Döhlen und Potschappel gegründet worden war, kam Burgk am 1. April 1924 als zweite Eingliederung nach Zauckerode 1922 zu der jungen Stadt.

### Steinkohlenbergbau in Burgk

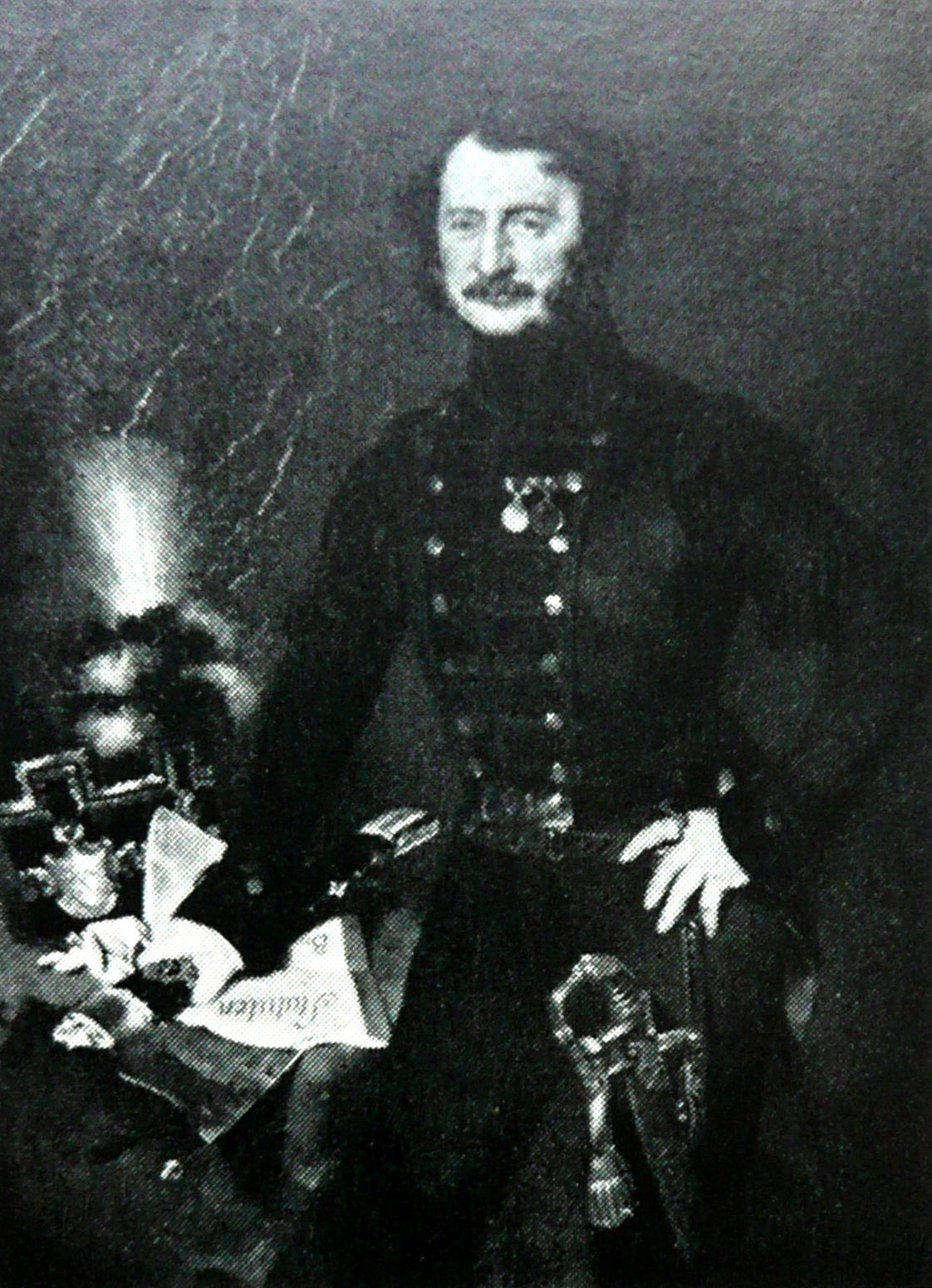
Carl Friedrich August Freiherr Dathe von Burgk gründete die Burgker Steinkohlenwerke.

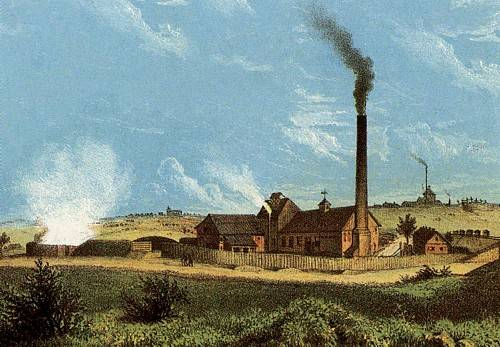
Am Neuhoffnungsschacht wurden während der Betriebszeit insgesamt 1.685.406 Tonnen Steinkohle gefördert (Lithographie, um 1860).

Kurz nachdem im Plauenschen Grund 1542 das Abbauprivileg für Steinkohle an Hans Biener vergeben worden war, bemühte sich auch die Familie von Zeutsch aus Burgk gemeinsam mit Hermann von Tauschwitz aus Potschappel um die Abbaugenehmigung. Mitte des 16. Jahrhunderts ist ein Alaunwerk auf Rittergutsgelände nachgewiesen. Es wurde später nach Potschappel verlegt. Im 18. Jahrhundert gab es einige kleinere Schächte an Damms Delle und am Geiersgraben. In der zweiten Hälfte dieses Jahrhunderts wurden der Alte Schacht und der Kunst-Schacht auf über 100 Meter abgeteuft. Zwischen 1773 und 1836 entstand der Burgker Weißeritzstolln zur Entwässerung der Gruben. In Burgk begann die Konzentration der kleinen Bergbaubetriebe erst 1819, als Carl Friedrich August Krebß (später Freiherr Dathe von Burgk) neuer Rittergutsbesitzer auf Burgk wurde. Er erbte fünf Schachtanlagen und kaufte umliegende Kohlefelder hinzu. Daraus gründete er die Freiherrlich von Burgker Steinkohlen- und Eisenhüttenwerke. Er weitete seine Aktivitäten schnell aus, teufte neue Schächte ab und kaufte Eisenhammerbetriebe hinzu. Burgk wurde zum Zentrum des Steinkohlenbergbaus rechts der Weißeritz.
Durch den Steinkohlenabbau gehörte Burgk bis in die 1870er-Jahre zur technologischen Spitzenregion in Deutschland. Manche technische Neuentwicklung kam dort erstmals zum Einsatz. Im Jahr 1810 wurde dort erstmals das „nasse Siebsetzen“ angewendet. Die Burgker Steinkohlenwerke setzten ab 1821 die ersten Dampfmaschinen in ihren Bergwerken ein. Außerdem begannen Versuche zur Verkokung der Steinkohle. Im Jahr 1842 wurde der erste sächsische Kokshochofen in den Burgker Eisenhüttenwerken zu Döhlen in Betrieb genommen. Seit dem Jahr 1856 wurden die geförderten Kohlen des Burgker Reviers von der ersten Gebirgsbahn Deutschlands, der Windbergbahn, in den Plauenschen Grund und von dort über die ein Jahr zuvor in Betrieb gegangene Albertsbahn abtransportiert. Von den Burgker Gruben waren Reibold-, Neuhoffnungs-, Windberg- und Segen-Gottes-Schacht über Anschlussgleise an die normalspurige Strecke angebunden.
Folgende Steinkohlengruben waren unter anderem unter der Betriebsführung der Freiherrlich von Burgker Steinkohlen- und Eisenhüttenwerke in Burgk und der unmittelbaren Umgebung in Betrieb (Lage und Betriebszeit in Klammern):
- Alter Schacht
- Bergerschacht (⊙; 1810–1867)
- Bormannschacht (1812–1846)
- Fortunaschacht (⊙; 1835–1865)
- Kunst-Schacht (1775–1845)[15]
- Neuhoffnungsschacht (⊙; 1837–1898)
- Segen-Gottes-Schacht (⊙; 1856–1916)
- Wilhelminenschacht (⊙; 1815–nach 1870)

Außerdem waren auf Kleinburgker Flur der Windbergschacht (⊙; 1845–1878) und der Reiboldschacht (⊙; 1837–1871) in Betrieb, allerdings unter der Betriebsführung des Potschappler Aktienvereins.
Im Jahr 1868 waren in den Gruben der Burgker Steinkohlenwerke rund 1600 Bergleute beschäftigt.
Am 2. August 1869 ereignete sich im Segen-Gottes-Schacht und im Neuhoffnungsschacht der Burgker Steinkohlenwerke eine Schlagwetterexplosion, bei der 276 Bergleute umkamen. 141 von ihnen wurden durch die Explosion getötet, 135 erstickten nach und nach in den Brandgasen. Es war das größte Grubenunglück in der Geschichte des Bergbaus im Döhlener Becken und gehört zu den schwersten Unglücken im sächsischen Bergbau. Am ehemaligen Segen-Gottes-Schacht erinnert daran ein Denkmal, das auch alle Opfer namentlich nennt.
Trotz intensiver weiterer Erkundung sank die Steinkohlenförderung gegen Ende des 19. Jahrhunderts immer weiter. Die Lagerstätten waren erschöpft. Die Gruben im Unteren Revier waren bereits in den 1860er- und 1870er-Jahren abgeworfen worden, die Aktivitäten der Steinkohlenwerke im Oberen Revier dauerten noch bis ins 20. Jahrhundert. Der Segen-Gottes-Schacht wurde als letzter in Burgks unmittelbarer Umgebung am 30. März 1916 geschlossen. Die letzten beiden Gruben in Betriebsführung der Burgker Steinkohlenwerke waren der Glückauf-Schacht und der Marienschacht. Die Belegschaft war 1923 noch 931 Mann stark. In den beiden verbliebenen Gruben wurde die Förderung im April 1930 eingestellt. Die Steinkohlenwerke gingen in Konkurs. Bis 1946 war nur noch die nun mit Zauckeroder Steinkohle belieferte Brikettfabrik am Glückaufschacht in Betrieb.
Die bergmännische Vergangenheit des Stadtteils Burgk, der zudem auch ländlich geprägt war, schlägt sich im ganzen Ort in den Straßennamen nieder; der Meiselschachtweg, die Bergmannstraße, der Glück-Auf-Weg, der Bergerschachtweg, der Reiboldschachtring und die Kohlenstraße erinnern daran.

### Burgker Gasanstalt

Dorfansicht von 1846, im Hintergrund der Wilhelminenschacht

Gasanstalt Burgk am Wilhelminenschacht: links zwei Gasometerhäuser (1857, 1832)

Lithographie des Wilhelminenschachtes (1835), Gasometerhaus links vorne

Lageplan des endgültigen Ausbauzustandes der Gasanstalt, 1856/57

Mit den Vorbereitungen zur Installation einer öffentlichen Gasbeleuchtung in Dresden durch Rudolf Sigismund Blochmann Ende der 1820er-Jahre suchte auch Carl Friedrich August Dathe von Burgk nach einer Verwertungsmöglichkeit der Koksofengase seiner Steinkohlenwerke. Er beauftragte den Ingenieur Friedrich Kinne aus Halle mit der Planung einer Erzeugungsanlage für Leuchtgas. Kinne legte erste Entwürfe im April 1827 vor. Daraufhin produzierte die Gröditzer Eisenhütte bis Dezember 1827 unter anderem einen gegossenen Gasometer, eine Retortenanlage und 496 Gasrohre von 71 cm Länge. Dathe von Burgk ließ daraufhin 1828 die Gaserzeugungsanlage am Wilhelminenschacht errichten.
Bereits im Jahr 1811 existierte in Freiberg vor dem Haus von Wilhelm August Lampadius eine von ihm errichtete Gasbeleuchtung.
Am 23. April 1828 wurde die Geburt des Prinzen Albert von Sachsen in Dresden mit der erstmaligen Beleuchtung von Schloss, Hofkirche und Schauspielhaus gefeiert. Auch Dathe von Burgk nahm die Gasbeleuchtung an diesem Tag erstmals in Betrieb. Die Schachtgebäude der Burgker Steinkohlenwerke und möglicherweise auch das Schloss wurden mit Gas aus dem Wilhelminenschacht beleuchtet. In den folgenden Jahren wurde die Burgker Hofgasse mit zwei Gaslaternen ausgestattet. Damit gilt Großburgk als das erste Dorf der Welt mit öffentlicher Gasbeleuchtung. Darauf folgten die weitere öffentliche Straßenbeleuchtung sowie die Verlegung von Gasleitungen in private Gebäude. Beispielsweise gingen 1841 in einer Bäckerei mehrere Flammen in Betrieb.
Nach 1832 wurde ein neuer Gasometer mit einem Fassungsvermögen von 113 bis 127 m³ installiert. Ab 1842 gab es Planungen für die Errichtung einer völlig neuen Gasanstalt in Burgk, die jedoch zunächst nicht umgesetzt werden konnten. Um 1850 waren 110 Gaslaternen durchschnittlich fünf Stunden täglich in Betrieb. Um das benötigte Gas zu produzieren, waren pro Tag sieben Scheffel Steinkohle nötig. Nach 1850 reichte die Kapazität des alten Werkes für eine Erhöhung der Flammenanzahl nicht mehr aus, sodass in Kooperation mit dem Direktor der Dresdner Gasanstalt die Planungen für eine größere Anlage vorangetrieben wurden. Im Jahr 1852 wurde diese fertiggestellt und 1857 durch den Austausch des Gasometers von 1832 noch einmal erweitert.
Kleinere Gaserzeugungsanlagen gingen in den Folgejahren auch am Augustusschacht, Fortunaschacht, Segen-Gottes-Schacht und Glückauf-Schacht in Betrieb. Ab 1902 verdrängte elektrischer Strom aus Coschütz die alte Gasbeleuchtung in Burgk. Die Gasanstalten wurden daraufhin außer Betrieb genommen und die Anlagen zurückgebaut.
Am 9. Mai 2003 wurde im Schlossgarten am Eingang der Bergbautagesstrecke eine Tafel zum Andenken an die Inbetriebnahme eingeweiht.

### Entwicklung nach 1990
| Jahr | Einwohner |
| ---- | --------- |
| 2010 | 2300      |
| 2015 | 2430      |
| 2017 | 2455      |

Nach der Wende und der Deutschen Wiedervereinigung 1989/1990 wurde Freital mit Burgk wieder Teil des Freistaates Sachsen.
Entlang des zu dieser Zeit noch relativ unbebauten Abschnitts der Burgker Straße zwischen dem Stadion und der Einmündung der Rotkopf-Görg-Straße entstanden Reihen- und Mehrfamilienhaussiedlungen an den Straßen Am Dathepark, Pappermannstraße und Hellmuth-Heinz-Straße. Anfang 1993 eröffnete die Supermarktkette Allkauf einen Markt in Burgk mit 5500 Quadratmetern Verkaufsfläche, umliegenden Parkplätzen und einem Parkdeck. Auf der gegenüberliegenden Straßenseite entstand in den Jahren 1997 und 1998 ein mit einer Glas-Holz-Fassade versehener Neubau für das Berufliche Schulzentrum für Technik und Wirtschaft Freital.
Das Schloss Burgk wurde sukzessive instand gesetzt und mit Veranstaltungsräumen für Hochzeiten und Familienfeiern erweitert. Im Jahr 2010 schloss der inzwischen als Real betriebene Markt in Burgk und das Gebäude sowie die Außenanlagen standen jahrelang leer, bis dort Ende 2018 Oskarshausen, ein Erlebnisland für Kinder, eröffnete.
Während des Hochwassers im August 2002 waren zeitweise 1400 aus dem Überschwemmungsbereich der Weißeritz evakuierte Menschen im Burgker Berufsschulzentrum untergebracht. Auch Patienten des Freitaler Krankenhauses und von Pflegeheimen wurden dorthin in Sicherheit gebracht.
Zum Stichtag des Zensus 2011, dem 9. Mai 2011, lebten im Stadtteil Burgk 2328 Menschen in 534 Wohngebäuden mit 1000 Wohnungen. Im Durchschnitt waren die Burgker 48,9 Jahre alt, was der dritthöchste Wert aller Freitaler Stadtteile ist.

## Wirtschaft und Infrastruktur

### Verkehr

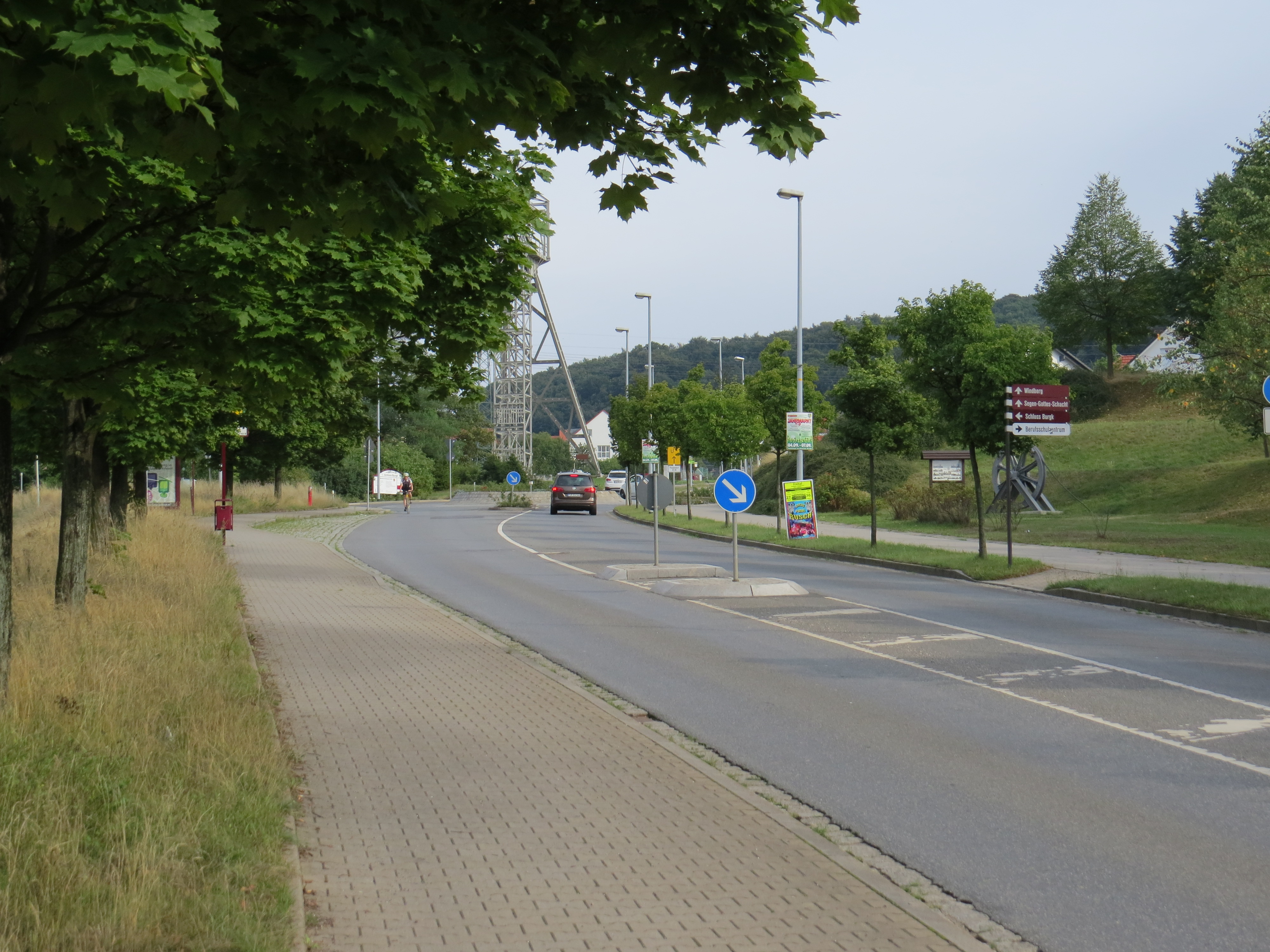
Die Burgker Straße in Höhe des Berufsschulzentrums

Der Stadtteil ist im Wesentlichen durch zwei bedeutende Verkehrswege erschlossen: Die Kohlenstraße verbindet die Dresdner Stadtteile Plauen, Coschütz und Gittersee über Burgk mit Kleinnaundorf und Bannewitz. Sie ist als Kreisstraße ausgewiesen. Die Kohlenstraße war vor der Inbetriebnahme der Windbergbahn die Hauptroute für den Kohlentransport nach Dresden. Diese ortsgeschichtliche Bedeutung wurde wieder in den Straßennamen übernommen (in den 1920er-Jahren hieß sie Hohe Straße). Die Kohlenstraße kreuzt an der im Volksmund so genannten „Kreuzung Hopfenblüte“, benannt nach eine Gaststätte an diesem Knotenpunkt, die Verbindungsstraße von Kleinnaundorf über Burgk nach Döhlen, die Burgker Straße. Sie erschließt Zschiedge und führt dann an Kleinburgk vorbei durch Großburgk über die Weißeritz bis nach Döhlen, wo sie die Dresdner Straße kreuzt. Auch die Burgker Straße ist als Kreisstraße klassifiziert. Der Abschnitt zwischen der Otto-Dix-Straße und der Einmündung der Straße Altburgk wurde erst im 20. Jahrhundert angelegt. Zuvor verlief der Verkehr über die relativ schmale Straße direkt am Schloss vorbei und knickte unmittelbar dahinter zum heutigen Verlauf ab. In den 1920er-Jahren hieß dieser Straßenzug Untere Hauptstraße, die Obere Hauptstraße begann an der heutigen Kreuzung der Burgker Straße mit der Straße Altburgk. Die Verbindungsstraße zwischen Zschiedge und der Kohlenstraße trug früher den Namen Albertstraße. Straßen mit geringerer Verkehrsbedeutung sind die Rotkopf-Görg-Straße als Verbindung nach Deuben und die in Zschiedge von der Burgker Straße abgehende Verbindung durch Leisnitz nach Potschappel.
Innerhalb des vom Regionalverkehr Sächsische Schweiz-Osterzgebirge organisierten Stadtverkehrs Freital wird Burgk von zwei Omnibuslinien angefahren: Die Buslinie 166, kombiniert mit der Linie 66 der Dresdner Verkehrsbetriebe, verbindet den Busbahnhof in Deuben über Burgk mit der Straßenbahn-Gleisschleife Coschütz und weiter mit dem Dresdner Hauptbahnhof. Die Linie 164 fährt von Weißig über Deuben und Potschappel, Zschiedge, Burgk und Kleinnaundorf nach Bannewitz.
Die Strecke der Windbergbahn führt wenige Meter durch Burgk und bewegt sich ansonsten entlang der Stadtteilgrenzen zu Birkigt und Kleinnaundorf. Von 1857 bis 1957 gab es knapp über ein Jahrhundert lang zusätzlich zum Güter- auch Personenverkehr und Ausflugsfahrten. Ab 1951 war Kleinnaundorf Endpunkt der Windbergbahn, die 1908 noch bis Possendorf verlängert worden war. Güteraufkommen gab es auf der Strecke nach dem Niedergang des Steinkohlenbergbaus vor allem noch durch die Uranerzförderung der SDAG Wismut und das Dresdner Reifenwerk bei Coschütz und Gittersee. Im Jahr 1993 wurde auch der planmäßige Betrieb bis zum Bahnhof Dresden-Gittersee eingestellt, seit 2019 werden wieder regelmäßig Sonderfahrten auf einem Teilstück der Strecke angeboten.

### Unternehmen
Große Bergbauunternehmen gibt es in Burgk nicht mehr. Einzig die Bergsicherung Freital ist im Stadtteil ansässig und hat sich unter anderem in den Bereichen Spezialtiefbau, Bergbausanierung sowie Fels- und Hangsicherung spezialisiert. Das Unternehmen beschäftigt rund 40 Mitarbeiter. Darüber hinaus gibt es in Burgk kleinere Handwerksbetriebe und Dienstleistungsunternehmen.

### Bildung

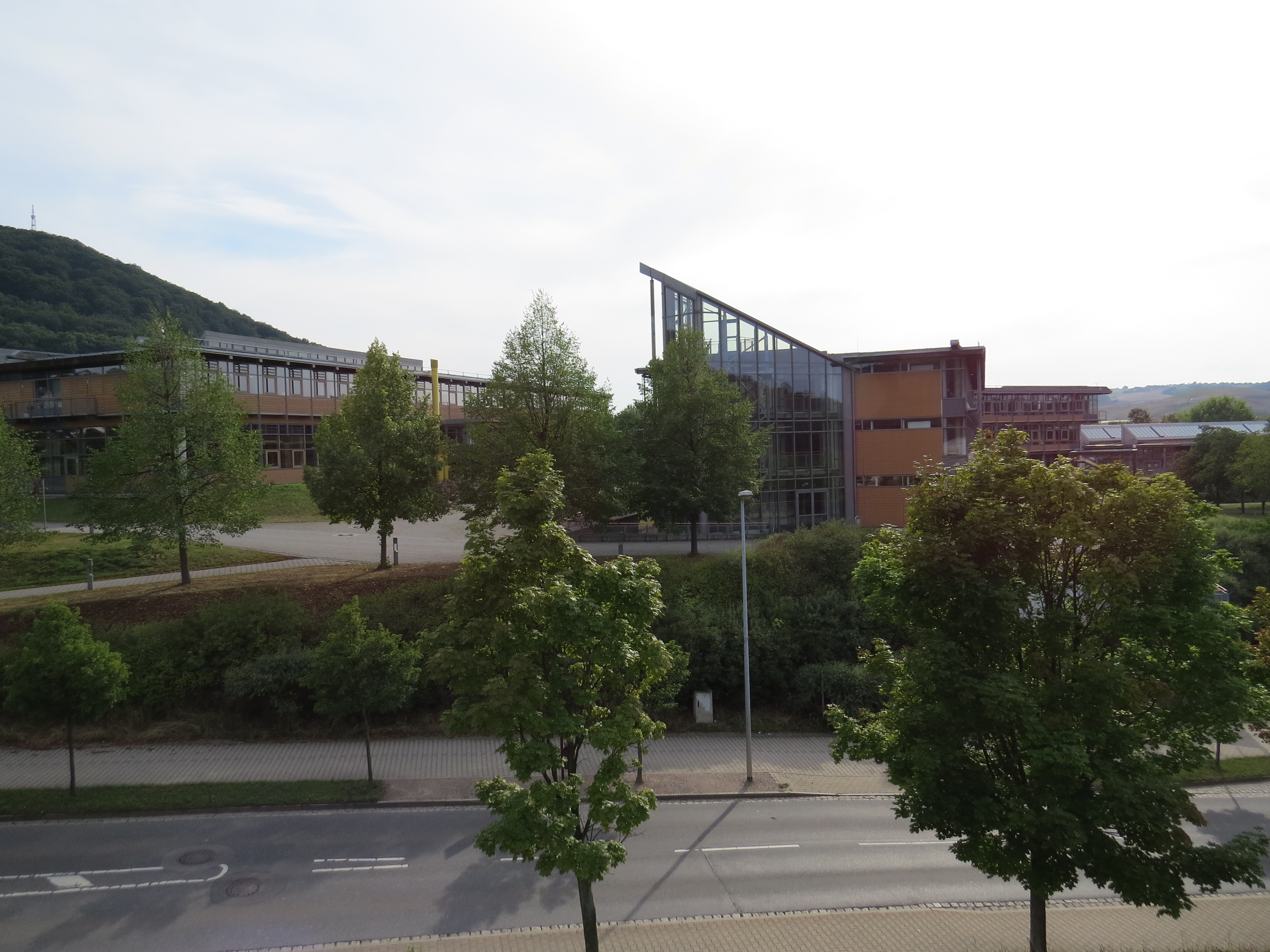
Der 1998 fertiggestellte Schulbau des Beruflichen Schulzentrums

Die Burgker Stiftsschule wurde im 18. Jahrhundert gegründet. Das noch existierende Gebäude wurde am 27. November 1874 auf dem Gelände des ehemaligen Fortunaschachtes errichtet. Die Baukosten von rund 98.000 Mark wurden mit einem Anteil von 63.000 Mark durch Arthur Dathe von Burgk bereitgestellt. Nach der Übergabe lernten etwa 400 Schüler in dem Gebäude. Nach einer Instandsetzung im Jahr 1908 und dem Anbau einer neuen Turnhalle 1912 wurde 1924 das fünfzigjährige Bestehen der Schule gefeiert. Nach 1945 hieß die Burgker Schule Käthe-Kollwitz-Schule und war Lehrstätte für rund 370 Kinder.
Zum 100. Schuljubiläum 1974 folgten weitere Renovierungsarbeiten. Ende des Schuljahres 1993 waren die Schülerzahlen in der Mittelschule zu gering, um die Einrichtung weiter betreiben zu können. Das Gebäude wurde auf Beschluss der Verwaltung des Landkreises Freital als Berufsschule umgebaut. Dort war bis 2010 eine Außenstelle des Beruflichen Schulzentrums „Otto Lilienthal“ untergebracht. Nach längerem Leerstand verkaufte die Stadt im Jahr 2015 das Gebäude nebst Grundstück. Die alte Schule wurde zur Wohnanlage umgebaut und die Turnhalle hinter der Schule wich einem Neubau, der etwa die gleiche Größe des Schulhauses hat. In den beiden Gebäuden entstanden bis 2017 Wohngemeinschaften und Apartments für pflegebedürftige Personen.
Im Jahr 1993 wurde beschlossen, die Standorte des ein Jahr zuvor gebildeten Berufsschulzentrums Freital am Standort Burgk zu konzentrieren. Die Berufsschule war vorher unter anderem auf Standorte in Rabenau, an der Südstraße in Hainsberg und an der Dresdner Straße verteilt. Der Neubau wurde 1997/1998 errichtet und im September 1998 feierlich übergeben. Im Jahr 2010 wurde die Dippoldiswalder Berufsschule dem Freitaler Berufsschulzentrum untergeordnet.
Die nächsten Grundschulen sind die Grundschule Ludwig Richter in Birkigt und die Grundschule Gotthold Ephraim Lessing in Potschappel. Dort befindet sich auch die nächstgelegene Oberschule. Das nächste Gymnasium ist das Weißeritzgymnasium in Deuben.

## Kultur und Sehenswürdigkeiten

### Sehenswertes

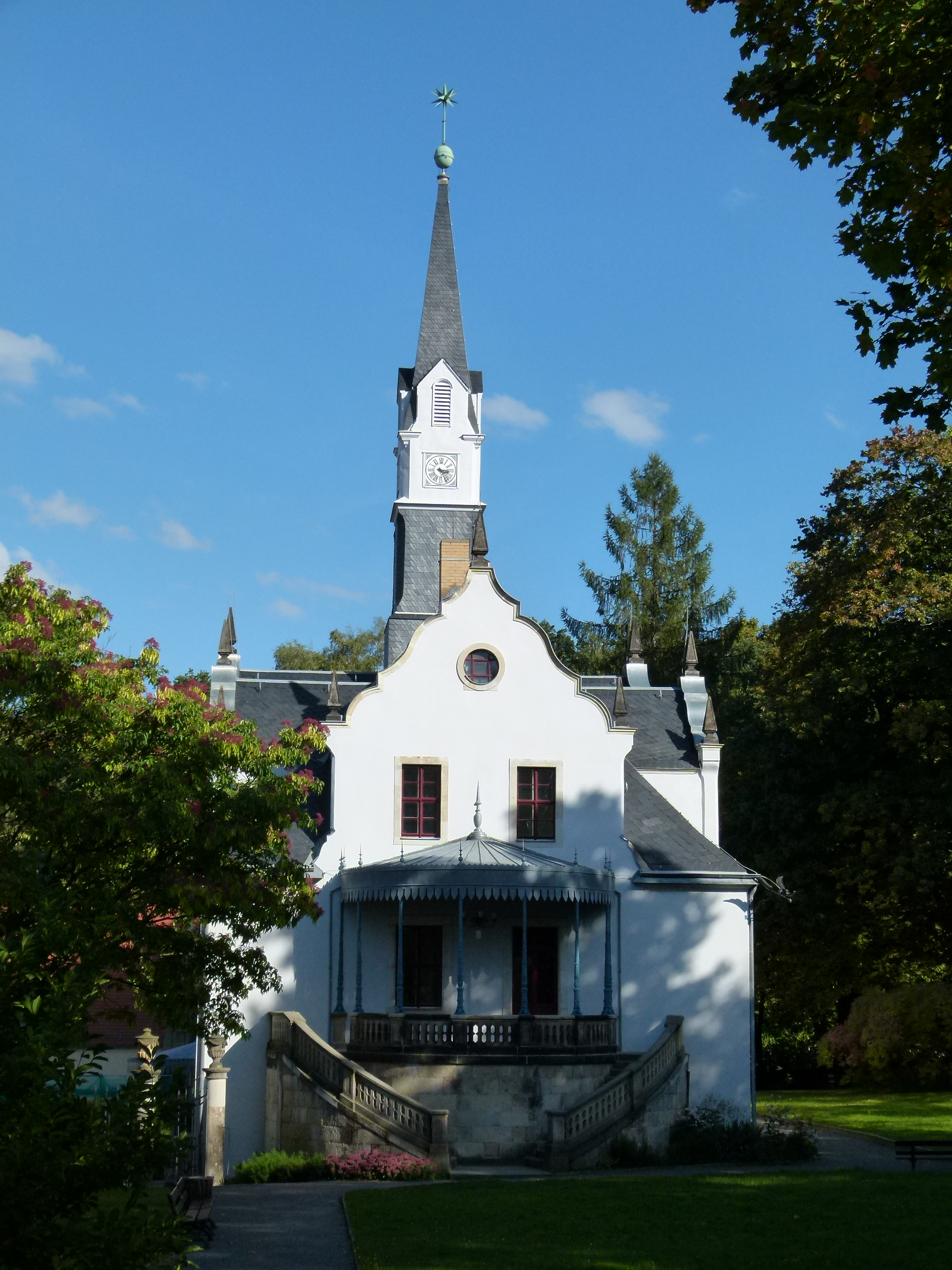
Das Schloss Burgk

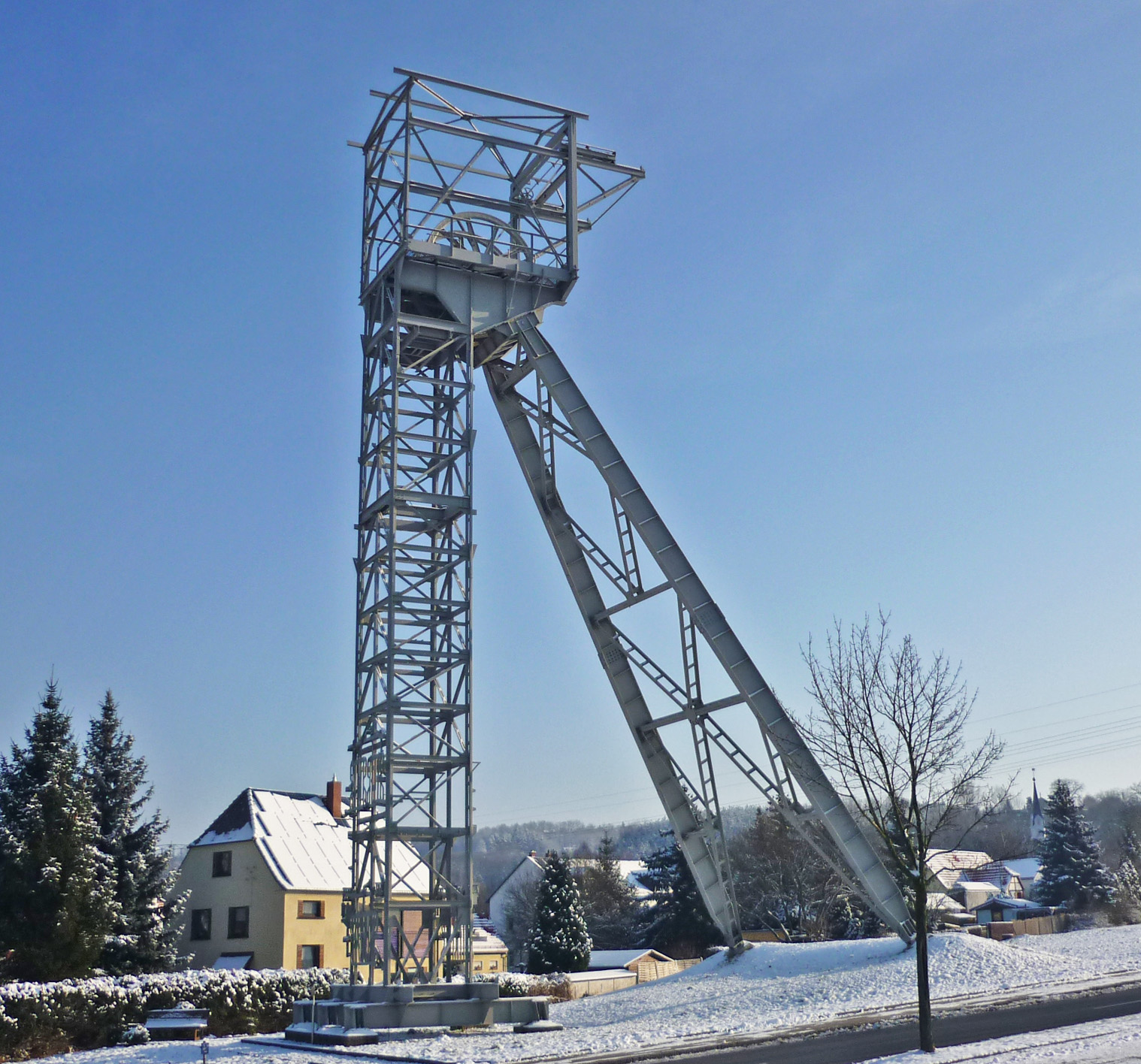
Ehemaliger Förderturm aus Gittersee

- Schloss Burgk

Das Schloss Burgk ist der ehemalige Herrensitz derer von Burgk und beherbergt heute das Haus der Heimat mit dem Freitaler Stadtmuseum und den Städtischen Sammlungen Freital. Es gehört zu den größten nichtstaatlichen Museen Sachsens. Das Museum zeigt Ausstellungen zu bergbauhistorischen und stadtgeschichtlichen Themen sowie Kunstsammlungen der Dresdner Malschule des 18. Jahrhunderts, darunter Gemälde von Otto Dix und einigen weiteren Malern aus der Region. Zu Zeiten des Burgker Steinkohlenbergbaus war es der Sitz der Familie Dathe von Burgk und der Freiherrlich von Burgker Steinkohlen- und Eisenhüttenwerke.
Im ebenfalls denkmalgeschützten Schlosspark mit Teich befindet sich ein Besucherbergwerk als technisches Denkmal mit barrierefreien Schaustollen mit dem Namen Tagesstrecke Oberes Revier Burgk, das den Steinkohlenbergbau zu Beginn des 19. Jahrhunderts zeigt.
- König-Albert-Denkmal

Dieser 17 Meter hohe Sandsteinobelisk befindet sich auf dem Plateau des Windbergs in Talrichtung und bildet eine weithin sichtbare Landmarke. In den Jahren 1903 und 1904 errichtete man dieses Denkmal zu Ehren des 1902 verstorbenen Königs Albert von Sachsen, der den Gemeinden im Plauenschen Grund während des Hochwassers 1897 schnelle Hilfe bereitstellte und daher im Volk beliebt war. An der dem Tal zugewandten Seite befindet sich ein von Heinrich Wedemeyer geschaffenes Reiterstandbild des Königs. In der Nacht wird das 2008 sanierte Denkmal angestrahlt.
- Windbergbahn

Die Windbergbahn, die durch die Mittelgebirgsstrecke in Normalspur berühmt wurde, versorgte einst die Bergbaubetriebe am Windberg und im Burgker Hinterland. Sie ist derzeit (2016) eine in Rekonstruktion befindliche Museumsbahn, ein Förderverein plant die Aufnahme eines regelmäßigen Museumsbahnverkehrs.
- Ehemaliger Förderturm

Direkt an der Burgker Straße steht ein Förderturm, der sich am Schacht 1 des Bergbaubetriebes Willy Agatz in Gittersee befand. Er wurde 1957 montiert, in den Jahren 2003 bis 2006 an diese Stelle versetzt und weist anhand einer Informationstafel am Fuß des Bauwerks auf die Bergbauhistorie des Ortes Burgk hin. Ein ähnlicher, aber nicht denkmalgeschützter Förderturm befindet sich in Zauckerode am ehemaligen Oppelschacht.

### Weitere Kulturdenkmale

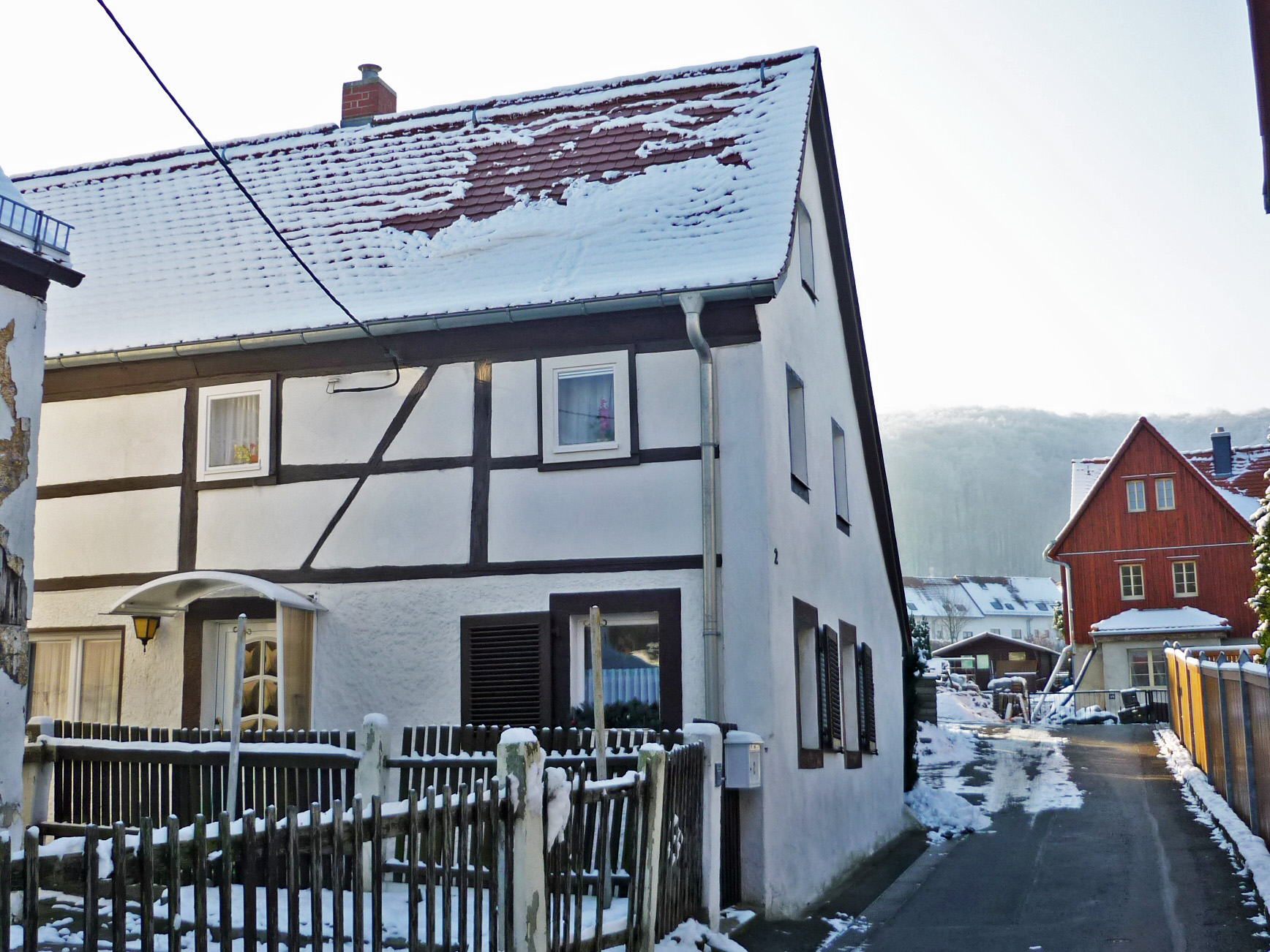
Um 1800 errichtetes ländliches Wohnhaus im historischen Ortskern Altburgk

In Burgk wies das Landesamt für Denkmalpflege Sachsen insgesamt 23 Objekte als Kulturdenkmal aus (Stand: Juli 2021). Einige davon sind in der denkmalpflegerischen Sachgesamtheit „Bergbaumonumente Freital“ erfasst, beispielsweise zwei Huthäuser: Direkt an der Burgker Straße befindet sich das Huthaus Altburgk 38, das 1834 errichtet wurde und bis etwa 1920 als solches genutzt wurde. Heute dient das sanierte Gebäude Wohnzwecken. Das Huthaus des Windbergschachtes befindet sich abgelegen auf Kleinburgker Flur. Es wurde ab 1845 gebaut und war ab 1881 Forsthaus, später Pflegeheim und Gästehaus. Heute ist das Gebäude Standort des Freitaler Tierheims. Nur wenige Meter vom Altburgker Huthaus entfernt befindet sich das um 1840 erbaute ehemalige Beamtenwohnhaus des Wilhelminenschachtes.
Der Dathepark neben dem Schloss ist eine kleine Parkanlage zu Ehren von Carl Friedrich August Freiherr Dathe von Burgk und Arthur Freiherr Dathe von Burgk. Er wurde 1897 angelegt. Zwei Gedenksteine von 1871 und 1897 erinnern an die Inhaber der Steinkohlenwerke.
Im alten Ortskern Zschiedges stehen drei Wohnhäuser unter Denkmalschutz, von denen das älteste wahrscheinlich im 17. Jahrhundert erbaut wurde. Das dreigeschossige ehemalige Rathaus der Gemeinde Burgk befindet sich an der Burgker Straße. Es wurde nach dem Zusammenschluss von Groß- und Kleinburgk errichtet und ist im Giebel mit einer Bergmannsfigur ausgestattet.

### Sport und Freizeit

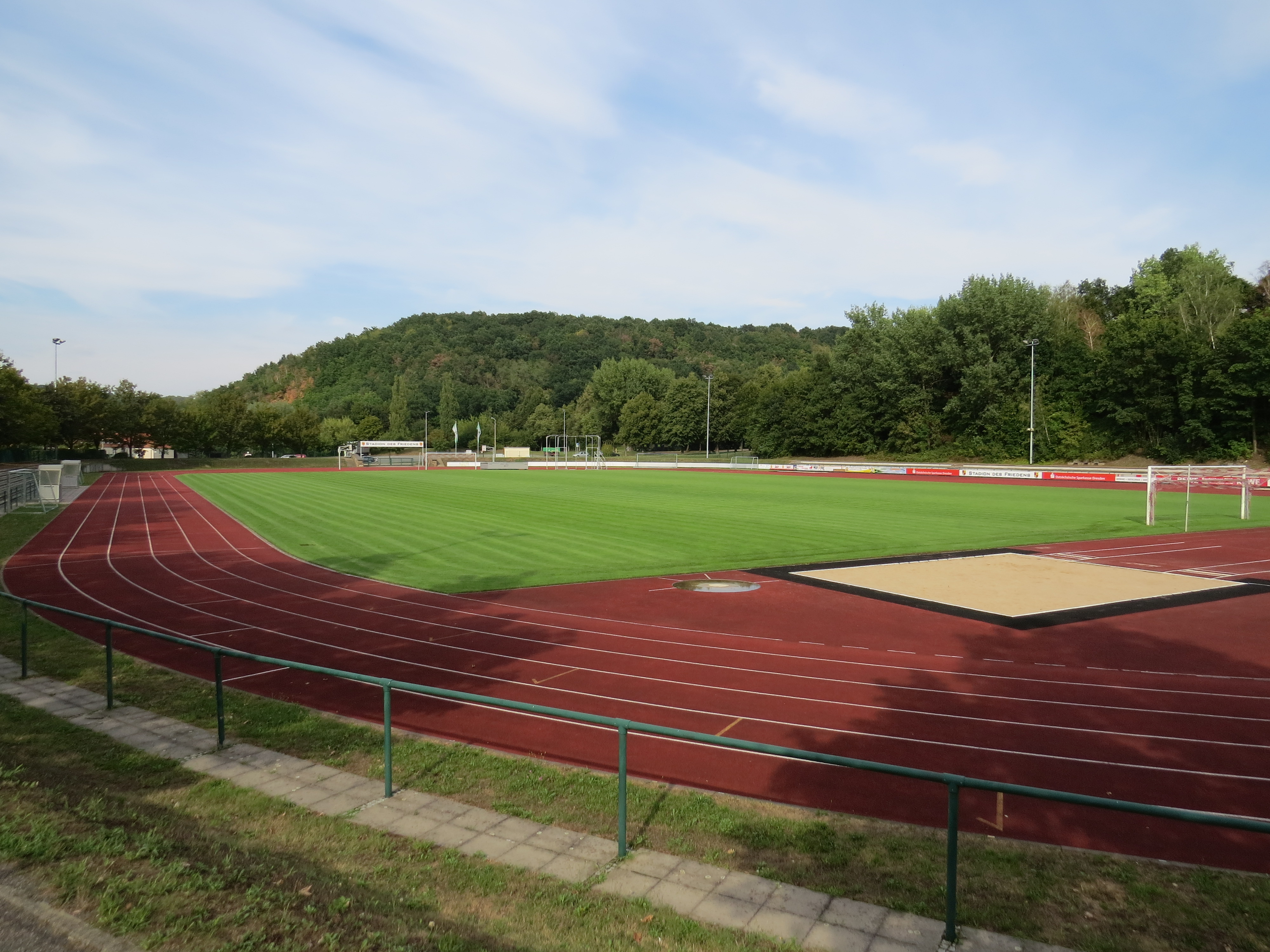
Stadion des Friedens an der Weißeritz

An der Burgker Straße befindet sich am Weißeritzufer das Stadion des Friedens (seit 2024 mit Sponsorentitel WGF-Arena) mit Fußballplatz und Leichtathletikanlagen. Es ist Trainingsstätte der Leichtathleten sowie der Fußballer des SC Freital. Zudem befindet sich die Geschäftsstelle des SC Freital in einem 2024 eröffneten Funktionsgebäude mit Tribüne. In einem weiteren Gebäude auf dem Stadiongelände ist die Geschäftsstelle Freital des Kreissportbundes Sächsische Schweiz-Osterzgebirge untergebracht. In unmittelbarer Nachbarschaft befindet sich eine Kegelbahn mit angeschlossener Gastronomie. Die Sporthalle des Berufsschulzentrums wird ebenfalls gelegentlich für Sportveranstaltungen genutzt. Unweit des Stadions befindet sich zudem eine Bogenschießanlage, die auch vom SC Freital genutzt wird.
Gegenüber dem Stadion des Friedens befindet sich auf der anderen Straßenseite der Burgker Straße der Platz des Friedens, ein Volksfestgelände, auf dem beispielsweise das jährliche Windbergfest stattfindet.
Auf dem Windberg sind zahlreiche Wanderwege ausgewiesen. Der Aufstieg zum Gipfel ist über einen steilen Weg von Norden aus (Rotkopf-Görg-Straße) oder flach von östlicher Seite über die Kohlenstraße möglich.

## Persönlichkeiten
- Mitglieder der Familie Dathe von Burgk:
  - Carl Friedrich August Dathe von Burgk (1791–1872)
  - Arthur Dathe von Burgk (1823–1897)
  - Maximilian Dathe von Burgk (1853–1931)
- Caspar Heinrich von Zeutsch (1669–1741), Hofbeamter und Rittergutsbesitzer, geboren in Burgk
- Herman Lange (1890–1939), Maler und Grafiker, gestorben in Burgk
- Gerhard Patzig (1927–2009), Kunsthändler und Maler, geboren in Burgk